# Mesochorus samarae
Mesochorus samarae là một loài tò vò trong họ Ichneumonidae.